# Clásica Grand Besançon Doubs
La Clásica Grand Besançon Doubs (oficialmente: Classic Grand Besançon Doubs) es una carrera de un día profesional de ciclismo en ruta que se disputa en Francia, en el departamento de Doubs, desde el año 2021.
Desde su creación, la carrera forma parte del UCI Europe Tour dentro de la categoría 1.1.

## Palmarés
| Año  | Ganador          | Segundo            | Tercero           |
| ---- | ---------------- | ------------------ | ----------------- |
| 2021 | Biniam Girmay    | Andrea Vendrame    | Axel Zingle       |
| 2022 | Jesús Herrada    | Victor Lafay       | Alexis Vuillermoz |
| 2023 | Victor Lafay     | Lenny Martinez     | Roger Adrià       |
| 2024 | Lenny Martinez   | Victor Langellotti | David Gaudu       |
| 2025 | Guillaume Martin |                    | Clément Berthet   |

## Palmarés por países
| País    | Victorias |
| ------- | --------- |
| Francia | 3         |
| Eritrea | 1         |
| España  | 1         |